# Associazione Sportiva Gubbio 1910 2011-2012
Questa voce raccoglie le informazioni riguardanti l'Associazione Sportiva Gubbio nelle competizioni ufficiali della stagione calcistica 2011-2012.

## Stagione
Il Gubbio disputò per la seconda volta nella sua centenaria storia il campionato di serie B dopo quello del 1947-48, che corrisponde anche al ventiseiesimo in un campionato professionistico, e al primo campionato nazionale unito in un solo girone. Con il penultimo posto (21º) e il quarantunesimo miglior titolo nazionale, il Gubbio ottenne il record di piazzamento finale, ma anche la quarta retrocessione nella sua storia in un campionato professionistico. Con la partecipazione alla Serie B, il Gubbio fu la squadra umbra al livello più alto del campionato italiano. In questa stagione il Gubbio continua a essere la seconda squadra umbra, solo dopo la Ternana, che partecipa consecutivamente da più anni a campionati professionistici. Inoltre è la prima volta che disputa un campionato prefessionistico a 22 squadre con 3 punti per vittoria.
Durante il campionato ottenne inoltre i seguenti record per i propri campionati professionistici disputati con i 3 punti per vittoria:
- miglior vittoria  Gubbio -  Grosseto 4-0
- peggior sconfitta  Sampdoria -  Gubbio 6-0,  Torino -  Gubbio 6-0
- peggior serie di partite senza vittorie consecutive (9)

Nel campionato disputato ottenne invece i seguenti record:
- maggior numero di sconfitte (24)
- peggior attacco (37 gol fatti)
- peggior differenza reti (-32)
- partita con maggiore scarto di gol:  Sampdoria -  Gubbio 6-0,  Torino -  Gubbio 6-0.

Il Gubbio disputò per la quinta volta la Coppa Italia, dopo quella dell'anno precedente, che corrisponde anche alla cinquantacinquesima partecipazione a una Coppa, la venticinquesima a una Coppa professionistica e la cinquantatreesima a una Coppa nazionale. Il Gubbio arrivò al quarto turno ottenendo il record di piazzamento finale, mentre nel secondo turno, il Gubbio vinse per la prima volta in casa e la partita finì per la prima volta ai rigori. Infine il Gubbio (a pari merito con il Siena) ha ottenuto il record negativo di gol subiti nella Coppa: 8.
Durante la stagione, nel dicembre del 2011, il Gubbio balzò inoltre alle cronache nazionali perché il tesserato Simone Farina denunciò il tentativo di truccare la partita di Coppa Italia Cesena-Gubbio. Grazie a questo gesto poté partire la seconda tranche dell'inchiesta sullo Scandalo italiano del calcioscommesse.

## Divise e sponsor
Il fornitore ufficiale di materiale tecnico fu Givova, mentre lo sponsor ufficiale fu Colacem.
Il Gubbio in questa stagione utilizzò per le partite casalinghe completini da gioco costituiti da magliette divise (rispetto a chi le indossa) di colore rosso a destra e blu a sinistra, con bordature rosse o blu di colore invertito, calzoncini blu con bordature rosse, e calzettoni blu. Per le partite in trasferta utilizzò invece magliette bianche con una striscia rosso-blu verticale al centro, e calzoncini e calzettoni bianchi, con bordature rosso-blu in tutto il completino.
| Casa | Trasferta |

## Organigramma societario
Area direttiva
- Presidente: Marco Fioriti
- Vice presidenti: Giancarlo Brugnoni, Sauro Notari, Rodolfo Mencarelli, Ezio Urbani
- Direttore Generale: Giuseppe Pannacci
- Consiglieri: Fabio Antonioli, Luciano Bedini, Fabio Cancelloni, Fernando Cappannelli, Osebio Capponi, Leonardo Ceccarelli, Stefano Ciacci, Luca Fioriti, Fausto Fioriti, Paola Frattari, Luigi Marinetti, Paolo Menichetti, Vincenzo Monacelli, Maurizio Paciotti, Giuseppe Pannacci, Marco Pannacci, Luciano Ramacci, Mario Ranucci, Renato Rialti, Stefano Rossi, Rossano Saldi, Francesco Spaziani, Roberto Vispi, Alberto Vergari

Area organizzativa
- Segretario Generale e Sportivo: Antonio Cecchetti
- Team manager: Luciano Ramacci

Area comunicazione
- Responsabile Amministrazione e Finanza: Fabio Cecchetti
- Ufficio Stampa: Gianluca Sannipoli

Area marketing
- Responsabile Marketing: Leonardo Ceccarelli

Area tecnica
- Direttore sportivo: Stefano Giammarioli
- Direttore tecnico: Luigi Simoni
- Allenatore: Fabio Pecchia, da ottobre Luigi Simoni, da marzo Marco Alessandrini, da aprile Luigi Apolloni
- Allenatore in seconda: Antonio Porta, da ottobre Carlo Tebi, da marzo Marco Alessandrini, da aprile Redolfi
- Preparatori atletici: Romano Mengoni e Michele Barilari
- Preparatore dei portieri: Giovanni Pascolini

Area sanitaria
- Responsabile Medico: Dott. Giuliano Brunetti
- Medici sociali: dott. Mario Ceccarelli - dott. Pierluigi Piergentili
- Massaggiatori: Gambini Fabrizio - Gino Minelli
- Fisioterapisti: Camoni Loris - Rosetti Andrea

## Rosa[5]
| N. |                       | Ruolo | Calciatore                      |
| -- | --------------------- | ----- | ------------------------------- |
| 1  | Italia (bandiera)     | P     | Marco Farabbi                   |
| 3  | Portogallo (bandiera) | D     | Mário Rui                       |
| 4  | Francia (bandiera)    | C     | Rodrigue Boisfer                |
| 5  | Italia (bandiera)     | D     | Giordano Maccarrone             |
| 6  | Italia (bandiera)     | D     | Marco Briganti (vice capitano)  |
| 7  | Italia (bandiera)     | A     | Niccolò Giannetti               |
| 8  | Italia (bandiera)     | C     | Alessandro Sandreani (capitano) |
| 9  | Italia (bandiera)     | A     | Daniel Ciofani                  |
| 10 | Italia (bandiera)     | C     | Silvano Raggio Garibaldi        |
| 11 | Italia (bandiera)     | C     | Gabriele Paonessa               |
| 11 | Paraguay (bandiera)   | C     | Tomás Guzmán                    |
| 13 | Italia (bandiera)     | D     | Simone Benedetti                |
| 14 | Italia (bandiera)     | C     | Francesco Lunardini             |
| 15 | Italia (bandiera)     | D     | Mattia Montefusco               |
| 17 | Italia (bandiera)     | A     | Simone Smacchia                 |
| 18 | Italia (bandiera)     | C     | Mattia Graffiedi                |

| N. |                     | Ruolo | Calciatore             |
| -- | ------------------- | ----- | ---------------------- |
| 19 | Italia (bandiera)   | A     | Ettore Mendicino       |
| 19 | Svezia (bandiera)   | C     | David Löfquist         |
| 20 | Italia (bandiera)   | A     | Daniele Bazzoffia      |
| 21 | Italia (bandiera)   | C     | Alberto Gerbo          |
| 22 | Italia (bandiera)   | D     | Simone Farina          |
| 23 | Italia (bandiera)   | D     | Giovanni Bartolucci    |
| 27 | Italia (bandiera)   | A     | Salvatore Mastronunzio |
| 28 | Slovenia (bandiera) | A     | Kristian Kraus         |
| 30 | Italia (bandiera)   | A     | Daniele Ragatzu        |
| 32 | Italia (bandiera)   | P     | Antonio Donnarumma     |
| 33 | Italia (bandiera)   | D     | Antonio Caracciolo     |
| 39 | Italia (bandiera)   | D     | Alberto Almici         |
| 40 | Nigeria (bandiera)  | C     | Nwankwo Obiora         |
| 64 | Austria (bandiera)  | C     | Marcel Büchel          |
| 77 | Italia (bandiera)   | D     | Marcello Cottafava     |

## Risultati

### Serie B

#### Girone di andata
| Arbitro: | Giacomelli (Trieste) |

|                         |           |  |
| Alfageme 20’ Caridi 37’ | Marcatori |  |

| Arbitro: | Mariani (Aprilia) |

|                              |           |                               |
| Mendicino 65’ D. Ciofani 70’ | Marcatori | 7’ Papa Waigo 13’, 83’ Sbaffo |

| Arbitro: | Calvarese (Teramo) |

|                                                                        |           |  |
| Pozzi 13’ (rig.), 64’ Volta 18’ Bertani 44’ (rig.), 60’ Piovaccari 75’ | Marcatori |  |

| Arbitro: | Velotto (Grosseto) |

|               |           |                                     |
| Mendicino 33’ | Marcatori | 67’ Campagnacci 82’, 90+3’ Ceravolo |

| Arbitro: | Di Paolo (Avezzano) |

|              |           |               |
| De Vitis 32’ | Marcatori | 28’ Lunardini |

| Gubbio 24 settembre 2011, ore 15:00 CEST 6ª giornata | Gubbio              | 0 – 0 referto | Varese | Stadio Pietro Barbetti (3.240 spett.)\| Arbitro: \| Di Bello (Brindisi) \| |
| Arbitro:                                             | Di Bello (Brindisi) |               |        |                                                                            |

| Arbitro: | Baracani (Firenze) |

|                       |           |                |
| D. Ciofani 53’ (rig.) | Marcatori | 22’ Bjelanović |

| Arbitro: | Cervellera (Taranto) |

|                         |           |                             |
| Scaglia 43’ Salamon 88’ | Marcatori | 38’ Cottafava 62’ Bazzoffia |

| Arbitro: | Viti (Campobasso) |

|                            |           |                |
| D. Ciofani 32’ Ragatzu 85’ | Marcatori | 34’ De Liguori |

| Arbitro: | Giancola (Vasto) |

|                             |           |                |
| Gabionetta 13’ Djuric 90+1’ | Marcatori | 59’ D. Ciofani |

| Arbitro: | Pinzani (Empoli) |

|                |           |  |
| D. Ciofani 57’ | Marcatori |  |

| Arbitro: | Gavillucci (Latina) |

|             |           |                    |
| Bigazzi 19’ | Marcatori | 90+4’ (aut.) Bardi |

| Arbitro: | Baratta (Salerno) |

|             |           |  |
| Boisfer 88’ | Marcatori |  |

| Arbitro: | Irrati (Pistoia) |

|                                        |           |               |
| Abbruscato 26’ (rig.), 59’ (rig.), 75’ | Marcatori | 39’ Graffiedi |

| Arbitro: | Palazzino (Ciampino) |

|  |           |                |
|  | Marcatori | 14’ G. Sansone |

| Arbitro: | Gallione (Alessandria) |

|                          |           |                      |
| Balzano 17’ Immobile 52’ | Marcatori | 23’ (rig.) Graffiedi |

| Arbitro: | Tozzi (Ostia Lido) |

|  |           |            |
|  | Marcatori | 24’ Tavano |

| Arbitro: | Candussio (Cervignano del Friuli) |

|         |           |  |
| Sau 56’ | Marcatori |  |

| Arbitro: | Velotto (Grosseto) |

|               |           |  |
| Graffiedi 42’ | Marcatori |  |

| Bergamo 17 dicembre 2011, ore 15:00 CET 20ª giornata | AlbinoLeffe       | 0 – 0 referto | Gubbio | Stadio Atleti Azzurri d'Italia (1.978 spett.)\| Arbitro: \| Viti (Campobasso) \| |
| Arbitro:                                             | Viti (Campobasso) |               |        |                                                                                  |

| Arbitro: | Baracani (Firenze) |

|                                 |           |                 |
| Graffiedi 73’ (rig.) Büchel 75’ | Marcatori | 53’, 71’ Caputo |

#### Girone di ritorno
| Arbitro: | Massa (Imperia) |

|                                                        |           |  |
| Bazzoffia 2’ Graffiedi 6’ D. Ciofani 35’ Boisfer 90+2’ | Marcatori |  |

| Arbitro: | Pinzani (Empoli) |

|                               |           |               |
| Papa Waigo 38’ Falconieri 89’ | Marcatori | 70’ Bazzoffia |

| Gubbio 28 gennaio 2012, ore 15:00 UTC+1 24ª giornata | Gubbio             | 0 – 0 referto | Sampdoria | Stadio Pietro Barbetti (3.977 spett.)\| Arbitro: \| Tozzi (Ostia Lido) \| |
| Arbitro:                                             | Tozzi (Ostia Lido) |               |           |                                                                           |

| Arbitro: | Mariani (Aprilia) |

|                                                |           |               |
| Campagnacci 5’ Bonazzoli 29’ (rig.) Freddi 58’ | Marcatori | 61’ Mário Rui |

| Arbitro: | Merchiori (Ferrara) |

|                              |           |  |
| D. Ciofani 38’ Sandreani 78’ | Marcatori |  |

| Arbitro: | Gavillucci (Latina) |

|          |           |  |
| Rivas 6’ | Marcatori |  |

| Arbitro: | Baratta (Salerno) |

|           |           |  |
| Gómez 42’ | Marcatori |  |

| Arbitro: | Di Paolo (Avezzano) |

|  |           |                              |
|  | Marcatori | 25’ Jonathas 65’ El Kaddouri |

| Arbitro: | Irrati (Pistoia) |

|                        |           |              |
| Negro 33’ Merino 90+3’ | Marcatori | 74’ Löfquist |

| Arbitro: | Giacomelli (Trieste) |

|                                          |           |                                        |
| D. Ciofani 38’ Boisfer 70’ Cottafava 89’ | Marcatori | 66’ N. Sansone 74’, 90+3’ (rig.) Calil |

| Arbitro: | Giancola (Vasto) |

|                                                                 |           |  |
| R. Bianchi 40’, 68’ Antenucci 46’, 80’ Surraco 65’ Pasquato 76’ | Marcatori |  |

| Arbitro: | Gallione (Alessandria) |

|             |           |                               |
| Nwankwo 85’ | Marcatori | 17’ Belingheri 90+4’ Bernacci |

| Arbitro: | Viti (Campobasso) |

|                             |           |               |
| Di Nardo 14’ Di Roberto 25’ | Marcatori | 75’ Mário Rui |

| Arbitro: | Nasca (Bari) |

|             |           |                  |
| Nwankwo 44’ | Marcatori | 45+1’ Mustacchio |

| Arbitro: | Gavillucci (Latina) |

|  |           |                          |
|  | Marcatori | 27’ Graffiedi 54’ Guzmán |

| Arbitro: | Palazzino (Ciampino) |

|  |           |                           |
|  | Marcatori | 77’ Sansovini 88’ Insigne |

| Arbitro: | Velotto (Grosseto) |

|                          |           |           |
| Maccarone 60’ Tavano 70’ | Marcatori | 2’ Guzmán |

| Gubbio 7 maggio 2012, ore 19:00 UTC+2 39ª giornata | Gubbio               | 0 – 0 referto | Juve Stabia | Stadio Pietro Barbetti\| Arbitro: \| Cervellera (Taranto) \| |
| Arbitro:                                           | Cervellera (Taranto) |               |             |                                                              |

| Arbitro: | Irrati (Pistoia) |

|                                  |           |  |
| Schiavi 17’ Cacia 62’ Cutolo 89’ | Marcatori |  |

| Arbitro: | Mariani (Aprilia) |

|           |           |                        |
| Guzmán 3’ | Marcatori | 28’ Girasole 69’ Torri |

| Arbitro: | Merchiori (Ferrara) |

|                             |           |  |
| Claiton 27’ Caputo 44’, 80’ | Marcatori |  |

### Coppa Italia

#### Turni preliminari
| Arbitro: | Palazzino (Ciampino) |

|                                              |                      |                                              |
| D. Ciofani 21’ (rig.) Giannetti 92’          | Marcatori            | 72’ Germinale 114’ Falzarano                 |
| Farina Giannetti Raggio Garibaldi D. Ciofani | Tiri di rigore 3 – 2 | Pedrelli Fogolari Germinale Pintori Cipriani |

| Arbitro: | Gava (Conegliano Veneto) |

|                                           |           |                                                       |
| Moralez 30’ Tiribocchi 38’ Gabbiadini 78’ | Marcatori | 23’ (aut.) S. Padoin 48’, 52’ Giannetti 87’ Garibaldi |

| Arbitro: | Giannoccaro (Lecce) |

|                                                  |           |  |
| Bogdani 17’ (rig.) Benalouane 68’ Candreva 90+2’ | Marcatori |  |

## Statistiche

### Statistiche di squadra
| Competizione | Punti | In casa | In casa | In casa | In casa | In casa | In casa | In trasferta | In trasferta | In trasferta | In trasferta | In trasferta | In trasferta | Totale | Totale | Totale | Totale | Totale | Totale | DR  |
| Competizione | Punti | G       | V       | N       | P       | Gf      | Gs      | G            | V            | N            | P            | Gf           | Gs           | G      | V      | N      | P      | Gf     | Gs     | DR  |
| ------------ | ----- | ------- | ------- | ------- | ------- | ------- | ------- | ------------ | ------------ | ------------ | ------------ | ------------ | ------------ | ------ | ------ | ------ | ------ | ------ | ------ | --- |
| Serie B      | 32    | 21      | 6       | 7       | 8       | 23      | 24      | 21           | 1            | 4            | 16           | 14           | 45           | 42     | 7      | 11     | 24     | 37     | 69     | -32 |
| Coppa Italia | -     | 1       | 0       | 1       | 0       | 2       | 2       | 2            | 1            | 0            | 1            | 4            | 6            | 3      | 1      | 1      | 1      | 6      | 8      | -2  |
| Totale       | -     | 22      | 6       | 8       | 8       | 25      | 26      | 23           | 2            | 4            | 17           | 18           | 51           | 45     | 8      | 12     | 25     | 43     | 77     | -34 |

### Statistiche dei giocatori
- Durante l'anno collezionarono alcune presenze nelle rispettive Nazionali i seguenti tesserati del Gubbio: Mário Rui (3 presenze nella Nazionale del Portogallo U-21), Simone Benedetti (6 presenze nella Nazionale dell'Italia U-20) e Alberto Almici (2 presenze nella Nazionale dell'Italia U-19).

## Giovanili
- Berretti
- Allievi nazionali
- Giovanissimi nazionali

### Organigramma
- Segretario Settore Giovanile: Riccardo Tumiatti
- Allenatore Giovanissimi nazionali: Renzo Tasso